# Cocytius jatrophae
Cocytius jatrophae är en fjärilsart som beskrevs av Jean Baptiste Boisduval 1870. Cocytius jatrophae ingår i släktet Cocytius och familjen svärmare. Inga underarter finns listade i Catalogue of Life.